# Iłgiel (jezioro w powiecie suwalskim)
Iłgiel – jezioro położone w północno-wschodniej Polsce, na Pojezierzu Wschodniosuwalskim, w woj. podlaskim, w powiecie suwalskim, w gminie Szypliszki.
Jezio zamyka wielką rynnę obu Szelmentów: Wielkiego i Małego. Akwen otoczony jest lasami, wschodni brzeg jest wyniosły. Przy jego południowym krańcu biegnie droga wojewódzka nr 651, wzdłuż której wytyczono  czerwony szlak turystyczny.